# Alojzy Rutkowski
Alojzy Rutkowski (ur. 29 marca 1937 w Trokach na Litwie, zm. 21 marca 2001 we Wrocławiu) – polski chemik, doktor habilitowany, pracownik naukowy Instytutu Chemii i Technologii Nafty i Węgla Politechniki Wrocławskiej

## Życiorys
Po ukończeniu technikum chemicznego w 1956 roku podjął studia na Wydziale Chemicznym Politechniki Wrocławskiej. W 1961 roku uzyskał tytuł magistra inżyniera. Był pracownikiem Instytutu Chemii i Technologii Nafty i Węgla. W 1961 roku obronił doktorat pod kierunkiem prof. Zdzisława Tomasika. Stopieńdoktora habilitowanego uzyskał w 1974 roku. Był promotorem trzech rozpraw doktorskich.
Specjalizował się w chemii organicznej. Zajmował się przeróbką ciężkich frakcji węglowodorowych pochodzenia naftowego i węglowego. Zapoczątkował pionierskie prace w zakresie upłynniania węgla. Był autorem i współautorem ok. 115 prac naukowych, w tym dwóch monografii. W latach 1970 i 1976 odbył staże naukowe w USA, a na przełomie 1979 i 1980 roku - w Iraku. W latach 1981–1984 pracował na Rivers State University of Science and Technology w Port Harcourt w Nigerii, gdzie kierował Katedrą Inżynierii Chemicznej i Petrochemicznej. 

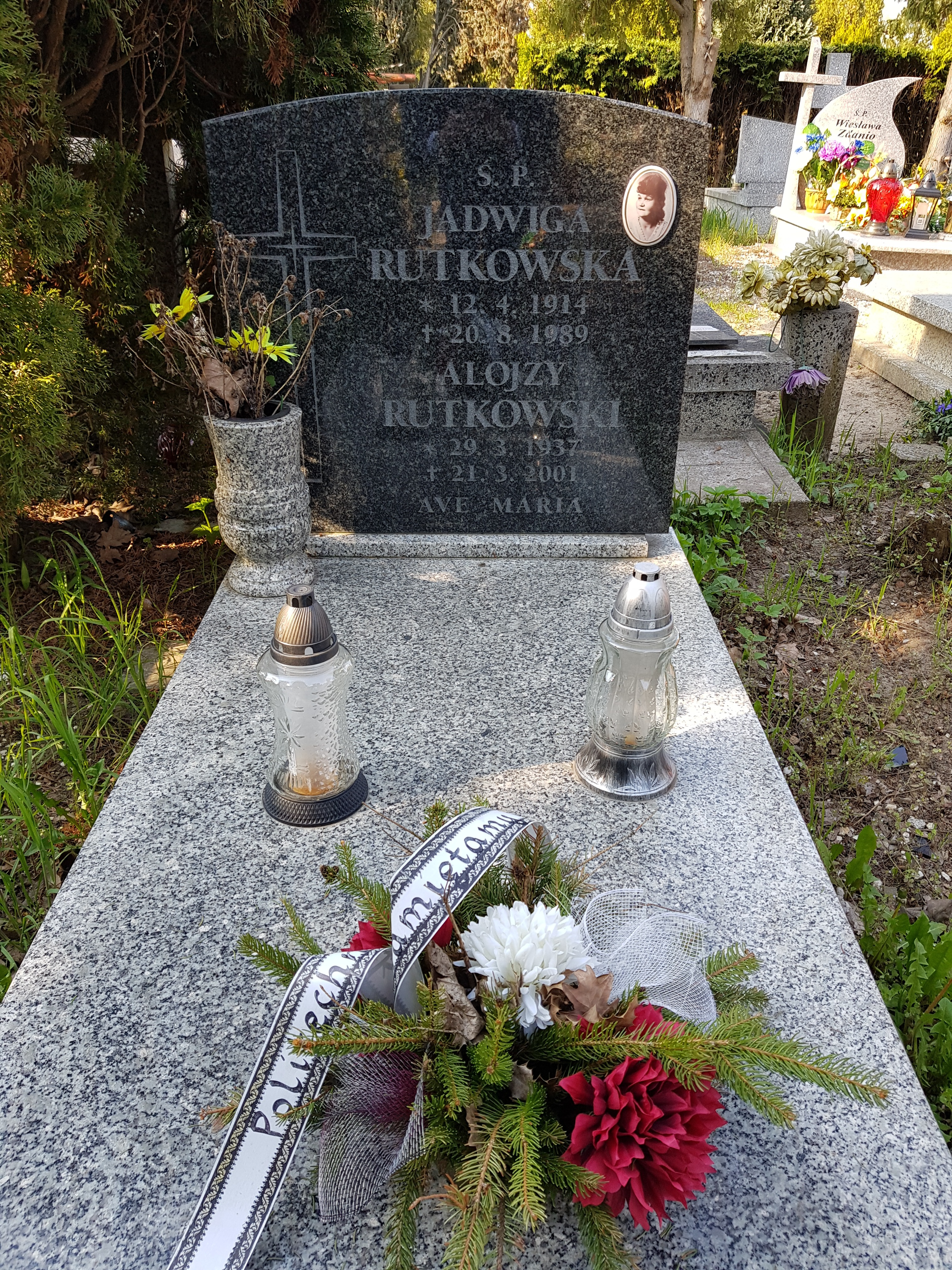
Grób Alojzego Rutkowskiego na Cmentarzu Osobowickim we Wrocławiu

W 1985 roku choroba zmusiła go do przerwania pracy naukowej. Pochowany na Cmentarzu Osobowickim we Wrocławiu.